# Барсов, Алексей Кириллович
Алексей Кириллович Барсов (? — 1736, Санкт-Петербург, Российская империя) — российский типограф, знаток классических языков, писатель, переводчик и педагог.

## Биография
Родился в семье «Троицкого иерея Кирилла Алексеевича», священника одной из московских церквей.
В русской историографии долго, еще начиная с XIX века, Алексея Кирилловича Барсова путали с тезкой, Алексеем Кирилловым. Ниже приводятся биографические сведения и о том, и о другом, полученные на основании особого исследования, чтобы прекратить, наконец, эту путаницу.
Широко распространенное мнение о том, что Алексей Барсов получил начальное образование в Типографской школе, открытой в Москве в 1681 году, неверно. В Типографской школе учился именно его тезка, Алексей Кириллов (род. ок. 1673), который в 1685 году в числе шести лучших учеников Типографской школы и поступил учиться к учёным грекам братьям Лихудам в школу при Богоявленском монастыре, о чём свидетельствует Фёдор Поликарпов (1670—1731), директор Московской типографии с 1708 по 1730 год:

И повелено им жити в Богоявленском монастыре… к ним же переселена и школа из типографии, и дано им в научение типографских учеников первого класса пять человек, а именно: Алексей Кириллов, Николай Семенов, Федор Поликарпов, Федот Аггеев, Иосиф Афанасьев, Иов монах Чудовский, прочие же оставлены в прежней.

В 1687 году Алексей Кириллов был переведён в Славяно-греко-латинскую академию, созданную на основе школы при Богоявленском монастыре. Братья Лихуды стали первыми руководителями академии и до 1694 года были её единственными учителями. За девять лет (1685—1694) А. Кириллов прослушал у Лихудов следующие курсы: грамматика и пиитика на греческом языке, риторика, логика и физика на латинском языке, а также упражнялся в ведении диспутов, сочинении стихов, составлении и произнесении проповедей и приветственных речей.
Успехи учеников были столь значительны, что уже через три года занятий они могли говорить на греческом и латинском языках.
К началу 1689 года двум учителям стало сложно заниматься с большим количеством учеников, поэтому в академии практиковалась ланкастерская система обучения, при которой старшие ученики руководили занятиями младших. Особенно помогали Лихудам старосты и в их числе Алексей Барсов. А. К. Барсов также считался одним из выдающихся переводчиков академии. В тройке — А. Кириллов, Ф. Поликарпов, Н. Семёнов, в 1691 году учащиеся перевели полемическое сочинение братьев Лихудов «Акос».
В книге расходов по Московской Синодальной типографии за 1688 год значится, что Алексею Кириллову в числе десяти других учеников Лихудов выплачивалось жалование как служащему типографии. Обычно будущий справщик служил на Печатном дворе сначала в должности книжного чтеца или писца и только по прошествии нескольких лет достигал звания справщика.
В августе 1691 года Алексей Кириллов был в числе первых шести учеников Лихудов, которые перевели на славянский язык «Енхиридион», сочинение патриарха Досифея, и «Опровержение кальвинских глав» Мелетия Сирига.
После окончания Славяно-греко-латинской академии, Алексею Кириллову было поручено переводить грамоты восточных патриархов к царю.
Умер он в конце XVII века, на что указывает запись его соученика Николая Семёнова на списке «Логики» братьев Лихудов, хранящемся в РНБ.
Дата рождения Алексея Кирилловича Барсова неизвестна. Известно, что он учился в Московской греческой школе Софрония Лихуда с 1708-го по 1720 год. В 1718 году он был назначен учителем, продолжая обучаться у Софрония Лихуда логике.
С 1712 по 1721 год А. К. Барсов принимает участие в исправлении славянского перевода Библии, а в 1717 году вместе с Софронием Лихудом пересматривает перевод «Божественной литургии св. Иакова Апостола».
Труд афинского грамматика Аполлодора «Библиотека, или О богах» император Пётр I лично поручает перевести А. К. Барсову. В 1725 году архиепископ Феофан Прокопович написал к данному переводу Барсова предисловие.
Документально известно, что в 1716 году А. К. Барсов был назначен чтецом, а в декабре 1720 года — справщиком Московской типографии. Справщики при Печатном дворе составляли особую комиссию, которая осуществляла редакционную и корректорскую работу при издании книг.
В 1725 году А. К. Барсов снова переходит на преподавательскую работу. Его назначают учителем греческой школы, которая в том же году была соединена с академией.
С 1725 по 1731 год А. К. Барсов был преподавателем и инспектором греческой школы. Тогдашний ректор академии Гедеон Вишневский говорил о нём следующее «на латинском, а более на греческом диалекте был искусен и содержал изрядно Греческую школу, его надзору порученную».
Считалось, что не было в Москве в то время равного А. К. Барсову специалиста в области греческого языка.
В 1731 году А. К. Барсов был назначен директором Синодальной типографии на место умершего Ф. Поликарпова. В официальном акте этот выбор объясняется следующим образом: «Барсов — человек состояния по усмотрению видится доброго, и подозрения на него и поныне никакого не является, и дело по типографии, к директорскому управлению принадлежащее, понести может».
В этой должности А. К. Барсов пробыл недолго: всего один год. В 1732 году он был арестован по обвинению в интригах против Феофана Прокоповича и пробыл в заточении в Петербурге четыре года. 22 мая 1736 года, не выдержав пыток, А. К. Барсов скончался в застенках Тайной канцелярии.

## Личная жизнь
Алексей Кириллович, был, по-видимому, женат трижды. И. Чистович пишет:

После Барсова остались малолетние дети Антон и Елена, мачеха, да дочь Марья замужем.

В следственных документах по делу А. К. Барсова фигурирует некто Иона, родственник А. К. Барсова «по первой жене». Скорее всего, от первого брака у него была дочь Марья, от второго брака — дети Елена и Антон. Незадолго до ареста, как показал на следствии Алексей Кириллович, он бывал в доме Аврамова, проходившего по делу Барсова для:

спрашивания о невесте, которая жила подле него в соседстве.

Его сын Антон Барсов (1730—1791) — лингвист, философ, переводчик и общественный деятель; академик, профессор Московского университета; внук Александр Барсов (ум. ок. 1800) — магистр философии и свободных наук, преподаватель и переводчик учебников математики.